# Liolaemus absconditus
Liolaemus absconditus — вид ігуаноподібних ящірок родини Liolaemidae. Ендемік Аргентини. Описаний у 2018 році.

## Поширення і екологія
Liolaemus absconditus відомі з типової місцевості, розташованої поблизу Естансії-Пайтіті, на пагорбі Сьєрра-де-ла-Перегріна в окрузі Хенераль-Пуейрредон, що в провінції Буенос-Айрес.